# Église Saint-Blaise de Vellereux
Pour les articles homonymes, voir Église Saint-Blaise.
L'église Saint-Blaise est un édifice religieux catholique classé situé dans le village de Vellereux faisant partie de la commune de Houffalize en province de Luxembourg (Belgique).

## Situation
L'édifice est situé dans le noyau ancien et sur une petite butte au centre du hameau ardennais de Vellereux. Il est entouré par son vieux cimetière soutenu en partie par un mur en moellons de grès.

## Historique
Les origines de l’église Saint-Blaise remontent probablement à l’époque carolingienne (du VIIIe siècle au Xe siècle). Par la suite, un édifice est construit au cours du XVe siècle par les moines de Houffalize. Vestige de cette construction médiévale, une ancienne armoire murale de pierre du XVe siècle appelée la Christotèque est encastrée dans un mur intérieur de la sacristie. L'église actuelle a été érigée aux alentours de 1700.

## Architecture
Contrairement aux autres églises et chapelles de la région, l'église Saint-Blaise a la particularité d'être entièrement bâtie en pierres de schiste d'Ardenne y compris les encadrements des différentes baies. Ces pierres de schiste étaient autrefois blanchies. La toiture est recouverte d'ardoises. La tour carrée presque aveugle de trois niveaux est surmontée d’une flèche octogonale d’ardoises à base carrée avec abat-sons et ponctuée d'une croix nimbée en fer forgé sous un coq en girouette. Sur la face nord de la tour, se trouve le portail d'entrée cintré encadré de schiste ardoisier. La nef est constituée de trois travées percées de baies à vitraux en anse de panier et le chevet à trois pans coupés possède aussi une baie similaire mais de plus petite dimension placée sur son pan axial. Une seconde croix nimbée en fer forgé se dresse au-dessus de ce chevet.

## Classement
L'église Saint-Blaise, y compris les croix et les murs de clôture du cimetière est classée depuis le 9 novembre 1990 et reprise sur la liste du patrimoine immobilier classé de Houffalize.